# Őszapófélék
Az őszapófélék (Aegithalidae) a madarak osztályának verébalakúak (Passeriformes) rendjébe tartozó család. Három nem és tizenegy faj tartozik a családba.

## Rendszerezés
A családba az alábbi nemek és fajok tartoznak:
- Aegithalos  (Hermann, 1804) – 9 faj
  - őszapó (Aegithalos caudatus)
  - vörösfejű őszapó (Aegithalos concinnus)
  - füstös őszapó (Aegithalos fuliginosus)
  - himalájai őszapó (Aegithalos iouschistos)
  - fehérarcú őszapó (Aegithalos leucogenys)
  - fehértorkú őszapó (Aegithalos niveogularis)
  - Aegithalos bonvaloti
  - Aegithalos glaucogularis
  - Aegithalos sharpei

- Psaltriparus  (Bonaparte, 1850) – 1 faj
  - bozótcinege (Psaltriparus minimus)

- Psaltria  (Temminck, 1836) – 1 faj
  - törpecinege (Psaltria exilis)

- Leptopoecile  (Reichenow 1895) – 2 faj
  - bóbitás királyka (Leptopoecile elegans)
  - bíborkirályka (Leptopoecile sophiae)

|  |  |  |